# Geniohyus
Geniohyus був родом травоїдних ссавців групи даманоподібних. Знайдений в олігоценових відкладеннях Єгипту й Саудівської Аравії.